# Die Architekten
Die Architekten ist ein Spielfilm der DEFA, Gruppe Babelsberg, von Peter Kahane, der 1990 erschien.

## Handlung
Im Mittelpunkt des Films steht der Architekt Daniel Brenner. Seit dem Ende seines Studiums wartet der 38-jährige Brenner auf seinen beruflichen Durchbruch. Trotz Bestnoten muss er sich damit begnügen, Kaufhallen, Trafohäuschen und Busbahnhöfe zu entwerfen. Erst durch die Hilfe seines Architekturprofessors scheinen sich für Brenner neue Möglichkeiten zu eröffnen. Der Architekt erhält den Auftrag, für eine Satellitenstadt in Berlin, in der er selber mit seiner Familie lebt, ein neues soziokulturelles Zentrum zu entwerfen. Die Investition soll 85 Millionen DDR-Mark betragen. Brenner nimmt den Auftrag zwar an, stellt aber die Bedingung, dass er sich seine Mitarbeiter selbst aussuchen darf. Dieser Bitte wird entsprochen, jedoch erweist sich die Suche als sehr schwierig. Einige seiner ehemaligen Kommilitonen sind in den Westen gegangen; andere haben sich in die innere Emigration zurückgezogen. Zwar gelingt Daniel Brenner die Zusammenstellung eines Kollektivs, doch bei der Durchsetzung ihres Projekts stoßen die Architekten auf unüberwindbare Hindernisse. Das Projekt scheitert fast vollständig an den Bedingungen des realsozialistischen Systems. Ein Großteil des Kollektivs möchte und kann diese Entwicklung nicht weiter mittragen, sie geben auf oder verfallen in abwehrenden Zynismus. Daniel Brenner hält bis zum Ende an dem Projekt fest, doch auch er droht an den Widrigkeiten des Systems zu zerbrechen. Die beruflichen Probleme überschatten zunehmend auch die familiären Verhältnisse. Immer kleiner wird die Gruppe des Kollektivs. Seine Frau verliebt sich in einen Schweizer und verlässt die DDR mit der gemeinsamen Tochter. Statt einer fantasievollen, neuartigen Begegnungsstätte wird ein öder Bau genehmigt. Desillusioniert bricht Brenner vor der Tribüne, auf der die offizielle Feier zum Baubeginn stattgefunden hat, zusammen.

## Hintergrund und Entstehung
In keinem anderen DEFA-Spielfilm äußert sich die Kritik am bestehenden System in so offener und schonungsloser Art und Weise. Der Film problematisiert die Behinderung einer freien Entfaltung der Kreativität, er thematisiert den Generationskonflikt in der DDR und verweist auf die fehlende Identifikation mit dem eigenen Land. Darüber hinaus spricht er aber auch die verfehlte staatliche Baupolitik an; er zeigt die Grenzen des sozialistischen Emanzipationsmodells und die Problematik der Mauer. In Kahanes Film wird eine Illusion zum Scheitern gebracht, allerdings scheitert (noch) nicht das System, es scheitern die Protagonisten: „Und es war natürlich die Geschichte einer Demontage. Einer Demontage einer Illusion. So war es aufgeschrieben und man konnte es nicht anders machen“ (Peter Kahane im Interview mit Ralf Schenk).
Auf Grundlage seines Exposés schrieb Thomas Knauf zusammen mit dem Filmregisseur Peter Kahane 1988 das Drehbuch, das im selben Jahr genehmigt und in den Drehplan für das Jahr 1989 aufgenommen wurde. In der ursprünglichen Drehbuchfassung sollte der Protagonist Daniel Brenner am Ende des Films trotz aller Rückschläge, Widerstände und Hoffnungslosigkeit sich gesellschaftlich einbringen und das System der DDR von unten her verändern, was durch eine Schlussszene am Brandenburger Tor zwischen dem Vater im Osten, „dessen Gesicht Schmerz[,] aber auch Energie zeigt“, und der Tochter im Westen, die sich beide über die Berliner Mauer hinweg anschauen, gezeigt werden sollte. Die realen Geschehnisse ließen Knauf und Kahane an der Sinnhaftigkeit des Weitermachens zweifeln, weil viele Inhalte des Filminhalts obsolet wurden.

## Produktion

### Dreharbeiten
Durch diverse politisch motivierte Verzögerungen begann der Dreh des Films erst am 2. Oktober 1989 in den Defa-Studios in Babelsberg, als die Wende in der DDR ihrem Höhepunkt zustrebte. Gedreht wurde in Ost-Berlin und am Schloss Lindstedt in Potsdam. Am Abend des 9. November wurde eine Szene vor dem Haus der Elektroindustrie am Alexanderplatz gedreht, und nachdem Günter Schabowski live im DDR-Fernsehen von der Maueröffnung redete, wurde das weithin sichtbare Kamerateam von US-amerikanischen Reportern gefragt, was sie jetzt mit der neugewonnenen Freiheit machen würden. Die Szene am Brandenburger Tor mit Blick auf die Berliner Mauer wurde mit offizieller Drehgenehmigung im Dezember gedreht, nach Maueröffnung, und die Kamera bzw. der Blickwinkel durch das Brandenburger Tor auf die Mauer musste so ausgerichtet werden, dass die Kameras und Lampentürme auf der Westseite des Mauer nicht zu sehen waren. Während der Dreharbeiten reisten viele Schauspieler und Produktionsmitglieder nach West-Berlin und/oder West-Deutschland, jedoch flüchtete niemand und der Film wurde vollzählig zu Ende gedreht. Die Szene der Ausreise von Wanda Brenner und Tochter wurde nach der Maueröffnung an der DDR-Grenzübergangsstelle Bahnhof Friedrichstraße gedreht, und so kam es während der Dreharbeiten zu bizarren Szenen, als Freunde der Schauspieler und der Produktion an ihnen vorbeiliefen, um legal auszureisen, was im gedrehten Film nur nach einem genehmigten Ausreiseantrag möglich war.
Die Dreharbeiten endeten im Februar 1990.

### Musik
- Georg Friedrich Händel: Messiah
- Hans Naumilkat, Herbert Keller: Unsere Heimat

- Gerhard Siebholz, Gerd Halbach: Alle machen mit[4]

## Veröffentlichung
Als der Film nach der Premiere im Kino International am 21. Juni und dann am Folgetag in die Kinos gelangte, fand er nur eine sehr geringe Zuschauerresonanz von gerade einmal 5.354 oder 8.000 zahlenden Zusehern. Geschrieben 1988, gedreht als Gegenwartsfilm 1989–90, wurde es durch die Ereignisse des Mauerfalls und der Wende im Jahr 1990 ein Film über die Vergangenheit – geschrieben mit der Botschaft, sich trotz aller Widerstände und Hoffnungslosigkeit gesellschaftlich einzubringen und das System der DDR von unten her zu verändern.
2003 wurde der Film erstmals im gesamtdeutschen Fernsehen gezeigt (Mitteldeutscher Rundfunk).

## Kritiken
„Der Film tut so, als hätte man sie nur machen lassen müssen und alles wäre in Butter. (…) Man hat es sich’s zu leicht gemacht: Weder die Situation der Architekten oder der Antiarchitekten sind psychologisch gründlich genug erfasst und erfühlt. Mut allein aber kann schon nicht mehr honoriert werden.“

„Ein Film, der die Erlebnisse und Erfahrungen der jüngeren DDR-Generation gleichnishaft bündelt und mit der Agonie des Spät-Stalinismus abrechnet. Noch vor dem Sturz Honeckers konzipiert, kam die hochbrisante, melancholische Studie, ein Abgesang auf die DDR, erst nach dem Mauerfall ins Kino.“

## Preise
- 6. Nationales Spielfilmfestival der DDR (1990): Sonderpreis: Preis für männliche Nebenrolle an – Wolfgang Greese[5]
- 6. Nationales Spielfilmfestival der DDR (1990): Preis der katholischen Filmkommission im Bereich der Berliner Bischofskonferenz[5]

## Theateradaption
- La Deutsche Vita, 2020, Heimathafen Neukölln